# Huangshanlong anhuiensis
Huangshanlong anhuiensis es la única especie conocida del género extinto Huangshanlong  de dinosaurio saurópodo mamenquisáurido que vivió a mediados del período Jurásico, hace aproximadamente 174 a 163 millones de años, entre al Aaleniense y el Calloviense, en lo que hoy es Asia. Contiene una única especie, Huangshanlong anhuiensis. H. anhuiensis representa, junto con Wannanosaurus, uno de los dos dinosaurios conocidos de Anhui. El único espécimen consiste en una extremidad anterior derecha parcial descubierta en 2002 durante la construcción de la carretera Huihang.
El único espécimen consiste en un miembro anterior descubierto en 2002 durante la construcción de la carretera Huihang. Se puede distinguir de otros mamenquisáuridos por tener la siguiente combinación única de características, la longitud transversal del extremo proximal del húmero es el 36% de la longitud total del húmero, los procesos accesorios se ubican cerca de la mitad del borde craneal del extremo distal del húmero, la longitud del radio es del 58% de la del húmero, la longitud del cúbito es dos tercios de la del húmero, el proceso craneomedial en el extremo proximal del cúbito es más largo que el del cráneolateral, y Las crestas se desarrollan en las caras craneales, caudomediales y caudolaterales de la porción distal del cúbito. Ren et al. (2018) recupera a Huangshanlong como hermana de Anhuilong y Omeisaurus en un clado dentro de Mamenchisauridae distinto de otros mamenquisáuridos.